# Escalante (Utah)
Pour les articles homonymes, voir Escalante.
La ville d’Escalante (en anglais [ɛskəˈlɑːnteɪ], prononcé localement [ˈɛskɛlæni] ou [ˈɛskəlænt]), est située dans le comté de Garfield, dans l’État de l’Utah, aux États-Unis. Sa population s’élevait à 797 habitants lors du recensement de 2010, estimée à 787 habitants en 2016.

## Histoire
La cité doit son nom à Silvestre Vélez de Escalante, un missionnaire franciscain et le premier explorateur européen de la région. En 1776, Escalante et son supérieur Francisco Atanasio Domínguez quittèrent Santa Fe pour tenter de rejoindre Monterey, en Californie. Lors de ce voyage, que l'on nomme habituellement l'expédition Dominguez-Escalante, Escalante et ses compagnons traversèrent le Grand Canyon et furent les premiers Européens à découvrir l'Utah. Au milieu du XIXe siècle, John Wesley Powell menait une mission topographique dans ce qui se nommait alors la Potato Valley. Les membres de l'équipe de Powell proposèrent alors de nommer ce lieu Escalante afin d'honorer la mémoire du missionnaire et explorateur espagnol.
Dès 1876[réf. nécessaire], des pionniers mormons s'installèrent à Escalante en raison de la clémence du climat et de l'abondance de bois et de minerai.

## State Park
La localité est voisine de l'Escalante State Park, d'une superficie d'une cinquantaine d'hectares, où l'on peut découvrir des dépôts de bois pétrifié et des ossements de dinosaures.